# Rod Hundley
(Rod Hundley, durante il celebre pick and roll tra le due stelle degli Utah Jazz)
Rodney Clark Hundley, detto Rod (Charleston, 26 ottobre 1934 – Phoenix, 27 marzo 2015), è stato un cestista e giornalista statunitense, professionista nella NBA
È conosciuto come "Hot Rod" Hundley, per i suoi passaggi smarcanti e le spericolate manovre che compiva quando giocava.
Dopo il ritiro ha intrapreso la carriera di commentatore cestistico, lavorando anche per la CBS, i Phoenix Suns, i Los Angeles Lakers. Ha vinto il Curt Gowdy Media Award nel 2003.
Dal 1974 al 2009 è stato il commentatore delle partite degli Utah Jazz,divenendo celebre per l'esclamazione "Stockton to Malone!"  ed entrando a far parte della Hall of Fame dei Jazz per i 3.051 incontri a cui ha dato la voce.

## Palmarès
- NCAA AP All-America First Team (1957)
- NCAA AP All-America Second Team (1956)
- 2 volte NBA All-Star (1960, 1961)